# هارولد کوپ
هارولد کوپ (انگلیسی: Harold Cope؛ 9 February 1902 – ۱۹۸۰ (۷۷−۷۸ سال)) بازیکن فوتبال بود.